# Geórgios Papadópulos
Geórgios Papadópulos, no alfabeto grego: Γεώργιος Παπαδόπουλος, (5 de maio de 1919 – 27 de junho de 1999) foi um político da junta militar da Grécia. Ocupou o cargo de primeiro-ministro da Grécia entre 13 de dezembro de 1967 a 8 de outubro de 1973.

## Carreira
Governou a Grécia após um golpe de 1967 a 1973. Ele se juntou ao Exército Real Helênico durante a Segunda Guerra Mundial e resistiu à invasão italiana de 1940, onde conseguiu com honras e se tornou um herói. Ele permaneceu no exército após a guerra e ascendeu ao posto de coronel. Em abril de 1967, Papadopoulos e um grupo de outros oficiais do exército de nível médio derrubaram o governo democrático e estabeleceram uma junta militar que durou até 1974. Assumindo poderes ditatoriais, ele liderou um governo autoritário, anticomunista e regime ultranacionalista que acabou com a monarquia grega e estabeleceu uma república, tendo ele mesmo como presidente. Em 1973, ele foi deposto e preso por seu co-conspirador, o brigadeiro-general Dimitrios Ioannidis. Após o Metapolitefsi que restaurou a democracia em 1974, Papadopoulos foi julgado por sua participação nos crimes da junta e condenado à morte, mas perdoado. Recusando várias ofertas de clemência em troca de admitir a culpa pelos crimes da junta, ele passou o resto de sua vida na prisão.

## Legado
Papadopoulos é um símbolo de autoritarismo e xenofobia. A extrema direita o elogia por promover a cultura grega, prender inimigos políticos e lutar contra a democracia. Após a restauração da democracia, permaneceu algum apoio ao seu tipo de política que foi, por um tempo, reforçado pela União Política Nacional (EPEN), um pequeno partido político que o declarou seu líder honorário. O EPEN acabou dissolvido, com apoiadores se espalhando para vários outros partidos políticos, como o Rally Ortodoxo Popular (LAOS) e organizações criminosas como Golden Dawn (XA).